# Ukrainian Open
Ukrainian Open é uma competição internacional de patinação artística que teve sua primeira edição disputada em 2013 em Kiev, Ucrânia. Não foi disputada nas duas temporada seguintes, e voltaria a ser disputada em 2016 fazendo parte do Challenger Series, porém a competição acabou sendo cancelada em 20 de setembro de 2016.

## Edições
| Ano        | Edição               | Cidade sede          | Sênior               | Sênior               | Sênior               | Sênior               | Ref                  |
| Ano        | Edição               | Cidade sede          | M                    | F                    | P                    | D                    | Ref                  |
| ---------- | -------------------- | -------------------- | -------------------- | -------------------- | -------------------- | -------------------- | -------------------- |
| 2013       | 1.ª                  | Kiev                 | •                    | •                    | •                    | •                    | [ 1 ]                |
| 2014– 2015 | Não houve competição | Não houve competição | Não houve competição | Não houve competição | Não houve competição | Não houve competição | Não houve competição |
| 2016       | Evento cancelado     | Evento cancelado     | Evento cancelado     | Evento cancelado     | Evento cancelado     | Evento cancelado     | [ 2 ] [ 4 ] [ 3 ]    |

## Lista de medalhistas

### Individual masculino
| Evento               | Ouro                                            | Prata                                           | Bronze                                          |
| Kiev 2013 (detalhes) | Yakov Godorozha · Ucrânia                       | Igor Reznichenko · Ucrânia                      | Ivan Pavlov · Ucrânia                           |
| 2014–2016            | Não houve competição; 2016 competição cancelada | Não houve competição; 2016 competição cancelada | Não houve competição; 2016 competição cancelada |

### Individual feminino
| Evento               | Ouro                                            | Prata                                           | Bronze                                          |
| Kiev 2013 (detalhes) | Natalia Popova · Ucrânia                        | Maria Stavitskaia · Rússia                      | Fleur Maxwell · Luxemburgo                      |
| 2014–2016            | Não houve competição; 2016 competição cancelada | Não houve competição; 2016 competição cancelada | Não houve competição; 2016 competição cancelada |

### Duplas
| Evento               | Ouro                                            | Prata                                           | Bronze                                          |
| Kiev 2013 (detalhes) | Julia Lavrentieva · Yuri Rudyk · Ucrânia        | Arina Voevodina · Mikhail Akulov · Rússia       | Elizaveta Usmantseva · Roman Talan · Ucrânia    |
| 2014–2016            | Não houve competição; 2016 competição cancelada | Não houve competição; 2016 competição cancelada | Não houve competição; 2016 competição cancelada |

### Dança no gelo
| Evento               | Ouro                                            | Prata                                           | Bronze                                          |
| Kiev 2013 (detalhes) | Julia Zlobina · Alexei Sitnikov · Azerbaijão    | Irina Shtork · Taavi Rand · Estônia             | Siobhan Heekin-Canedy · Dmitri Dun · Ucrânia    |
| 2014–2016            | Não houve competição; 2016 competição cancelada | Não houve competição; 2016 competição cancelada | Não houve competição; 2016 competição cancelada |